# Lavandula setifera
Lavandula setifera là một loài thực vật có hoa trong họ Hoa môi. Loài này được T.Anderson mô tả khoa học đầu tiên năm 1860.